# Teatro comunale Rossini
Il Teatro comunale Rossini, più noto come Teatro Rossini, è il teatro della comune di Gioia del Colle.

## Storia
Si parlò per la prima volta della costruzione di un teatro comunale nel corso di una seduta del decurionato nel 1837, avendo la cittadina gioiese superato i 12.000 abitanti.
Il locale destinato a divenire un teatro fu identificato in un lamione, vale a dire un grande edificio utilizzato per il ricovero di cavalli da posta. Tale edificio, già affittato dal comune per il precedente uso, venne restaurato e riattato ad uso teatro nel 1841, ad opera dell'ingegner Felice Ravillon, con delibera del sindaco Donantonio Panessa.
L'inaugurazione avvenne nel 1843, anche se le decorazioni interne risalgono solo al 1858, ad opera del pittore Tommaso Bianchi, e al 1862, per mano di Giulio Jacobellis.
La scelta di riattare il vecchio edificio si rivela infelice in quanto già nel 1854 il teatro deve subire dei lavori per rimediare a crepe e lesioni. Tuttavia una volta terminati i lavori, il teatro si presenta con due ordini di palchi e può accogliere 230 spettatori seduti.
Interventi negli anni successivi furono mirati a migliorare l'arredamento interno e reimpostare la struttura interna (nuovi accessi al loggione e sistemazione del sipario e del soffitto della platea).
Inoltre nel 1863 il comune delibera l'acquisto di alcune sedie per evitare l'incresciosa necessità per gli spettatori di portarsi le sedie per i palchi.
Nel 1867 il comune acquista un giardino adiacente al fine di ingrandire il teatro divenuto insufficiente a soddisfare le esigenze delle crescente popolazione. Pare infatti che il successo del teatro presso i gioiesi fu tale che la struttura si sostentasse esclusivamente grazie agli introiti derivanti dalla vendita dei biglietti e dai contributi delle compagni teatrali. I lavori, incluse alcune opere di manutenzione, si concludono nel 1898 secondo il progetto dell'ingegner Vittorio Chiaia; il teatro presenta tre ordini di palchi, con 246 posti e la platea con 130 posti, per un totale di 376 posti. Nel 1900 vengono realizzati i tre busti di gesso posti, sulla facciata del teatro, per mano dello scultore gioiese Giuseppe Masi.
Il teatro venne dotato di impianto elettrico nel 1906.
Nel 1924 la gestione del teatro viene concessa alla Società Filodrammatica "N. Oxilia".
A partire dal 1925, a fasi alterne, il teatro viene adibito a cinematografo, sotto la gestione di molteplici enti, fino al 1941.
Pesantemente danneggiato dall'occupazione delle truppe alleate nel corso della seconda guerra mondiale, nel 1947 l'amministrazione comunale decise di concedere il teatro a privati, previa presentazione di un progetto di riqualificazione. Il teatro venne così ampliato fino ad una capienza di 850 posti a sedere, la costruzione di un nuovo ingresso, la realizzazione del complesso di camera di proiezione, camerini del palcoscenico e uscite di sicurezza. Sotto la gestione Latanza e Donatone il teatro funge ancora da sala cinematografica.
Nel 1959 il teatro Rossini tornò sotto la gestione comunale.
A partire dal 1987 prese il via l'iter per l'approvazione e la realizzazione del progetto di restauro del teatro, che si concluse nel 1997. Il restauro, che ha riportato alla luce l'assetto originario, è stato curato dall'architetto Dario Morelli.
Il 9 novembre dello stesso anno il teatro è stato riaperto al pubblico. Per l'inaugurazione il maestro gioiese Domenico Losavia ha diretto il concerto che ha eseguito le Quattro Stagioni di Vivaldi.
La piazzetta antistante è stata arricchita con quattro sculture in pietra dello scultore Antonio Paradiso di Santeramo in Colle.
A partire dal 1997, la gestione del teatro è stata affidata alla società Teatro Kismet Opera di Bari. Attualmente il teatro viene gestito direttamente dal Comune di Gioia del Colle.